# 小行星8023
小行星8023（英語：8023 Josephwalker）是一颗围绕太阳公转的小行星。1991年2月17日，浦田武在清水町发现了此天体。
这颗小行星的绝对星等为93.19776等。